# Nico Hirtt
Nico Hirtt (Luxemburgo, 21 de junio de 1954) es un profesor y ensayista belga y luxemburgués, autor de numerosos artículos y libros, conferenciante frecuente sobre los problemas de la escuela contemporánea y los sistemas educativos europeos, con una perspectiva crítica tanto de la escuela puesta al servicio de intereses económicos privados como de la escuela dominada por la pedagogía, ineficiente e incapaz de transmitir la cultura que merecen los ciudadanos en una democracia. Es también encargado de estudios de la asociación belga Appel pour une École démocratique (Aped, Llamamiento por una escuela democrática). Ha sido redactor jefe de la revista trimestral L’École Democratique. Sus principales trabajos atienden a las desigualdades y la segregación en la escuela, la mercantilización de la enseñanza, la crítica a la aproximación por competencias, y el análisis marxista de las funciones, contradicciones y evolución histórica de la enseñanza en los países capitalistas avanzados.

## Biografía
Nico Hirtt cursó la enseñanza primaria y la secundaria en Amberes, primero en francés y luego en holandés. Se licenció en Ciencias Físicas en la Universidad Católica de Lovaina, así como su acreditación como agregado de bachillerato. Entre 1977 y 2015 trabajó como profesor de física y matemáticas en una escuela secundaria del Brabante Valón.
A la vez colaboraba a media jornada en el semanario comunista Solidaire, en el que se inició en la publicación de artículos sobre enseñanza. En 1995 contribuyó a la fundación de la asociación Appel pour une école democratique (Aped). Desde 1963 a 2003 ejerció el cargo de redactor jefe de la revista de la Aped, L’école democratique. 
Tras su jubilación ha dedicado todo su esfuerzo a las investigaciones sobre educación para la Aped. También ha sido ocasionalmente, desde 2015, encargado de curso en el Instituto Superior de Pedagogía de la Provincia de Namur (ISPN).
Nico Hirtt ha sido un activo participante sobre educación en las reuniones del Foro Social Mundial de Porto Alegre o del Foro Social Europeo en sus encuentros de Florencia, París, Londres y Atenas, así como en otros encuentros internacionales en lugares como Montreal, Dublín, Pekín, Madrid, Bogotá…

## Libros
Nico Hirtt es autor o coautor de los siguientes títulos:
- L’École sacrifiée, la démocratisation de  l'enseignement à l'épreuve  de  la crise  du capitalisme, Bruselas: EPO, 1996 - con Hugo Vandroogenbroek y Annemie Mels.
- School onder  schot, de  democratisering van het onderwijs  niet bestand tegen de  crisis, Bruselas: EPO, 1997 (edición actualizada en holandés de L'école sacrifiée).
- Les  Nouveaux Maîtres de  l'École, l'enseignement européen sous la coupe des marchés, Bruselas: EPO y París: VO-Éditions, 2000 (Disponible en línea en la web Classiques des Sciences Sociales).  Reeditado en 2005 por Aden, colección La Petite Bibliothèque d’Aden, Bruselas, 2005. Hay edición en castellano: Los nuevos amos de la escuela, Minor Network, 2004 (ISBN 978-84-95673-91-6), traducido por Beatriz Quirós de Madariaga.
- L’École prostituée. L’offensive des entreprises sur l’enseignement’, Éditions Labor/Espaces de Liberté, colección Liberté j'écris ton nom, Bruxelles, 2001,  96 pages, (ISBN 2-93000-134-8) (página del libro en la web del editor).
- L'École de  l'inégalité. Les  discours et les  faits, colección Liberté j'écris ton nom, Bruselas: Éditions Labor/Espaces de Libertés, 2004,  92 pages,(ISBN 2-93000-160-7) (página del libro en la web del editor) (Disponible para descarga libre aquí).
- Déchiffrer  le monde : Contre-manuel de  statistiques pour citoyens militants, colección La Petite Bibliothèque d'Aden, Bruselas: Aden, 2007.
- De school van de  ongelijkheid, Amberes: EPO, 2008.
- L'École et la peste publicitaire (con  Bernard Legros), colección La Petite Bibliothèque d'Aden, Bruxelles: Aden, 2007.
- Je veux une bonne école pour mon enfant.  Pourquoi  il est  urgent d'en finir avec le marché scolaire,  Bruxelles: Aden, 2009
- Qu'as-tu appris  à l'école? Essai sur les  conditions  éducatives d'une citoyenneté critique, Bruselas: Aden, 2015 (con J. P. Kerckhofs y P. Schmetz).